# Polycentropus harpi
Polycentropus harpi är en nattsländeart som beskrevs av Dudley Moulton och Stewart 1993. Polycentropus harpi ingår i släktet Polycentropus och familjen fångstnätnattsländor. Inga underarter finns listade i Catalogue of Life.